# 1463
Évszázadok: 14. század – 15. század – 16. század
Évtizedek: 1410-es évek – 1420-as évek – 1430-as évek – 1440-es évek – 1450-es évek – 1460-as évek – 1470-es évek – 1480-as évek – 1490-es évek – 1500-as évek – 1510-es évek
Évek: 1458 – 1459 – 1460 – 1461 –  1462 – 1463 – 1464 – 1465 – 1466 – 1467 – 1468

## Események
- január 5. – A párizsi bíróság François Villon francia költő halálos ítéletét tíz évre szóló Párizsból kitiltásra mérsékeli.[1]
- május 1. – Mátyás Budán házasságot köt Podjebrád Katalin cseh királyi hercegnővel.[2]
- május–június – A török elfoglalja egész Boszniát.
- július 19. – A Vitéz János váradi püspök által vezetett magyar küldöttség a király és az ország nevében békét köt Bécsújhelyen III. Frigyes német-római császárral.[3]
- július 24. – A Szent Koronát Bécsújhelyen átadják a magyar követségnek.[4]
- a nyár folyamán – A magyar csapatok elhárítják a Szerémség és a temesi végek ellen irányuló török támadást.
- szeptember 12. – Mátyás magyar király Péterváradon szövetséget köt Cristoforo Moro velencei dózséval a török ellen.[5]
- szeptember 15. – A Frisches Haff-i tengeri csatában a Német Lovagrend döntő vereséget szenved a lengyel szövetséges porosz konföderáció hajóitól.
- október 1. – Mátyás serege elfoglalja Jajca városát.[6]
- december 25. – Mátyás beveszi Jajca várát is.[6]

## Születések
- január 17. – III. Frigyes szász választófejedelem († 1525)

## Halálozások
- június 5. – Tomašević István bosnyák király  (* 1438 körül)
- december 2. – VI. Albert osztrák herceg (* 1418)